# Askgrå myrtörnskata
Askgrå myrtörnskata (Thamnomanes caesius) är en fågel i familjen myrfåglar inom ordningen tättingar.

## Utseende
Hane askgrå myrtörnskata är helt grå, medan honan är varmt färgad i beige och rostrött. Olikt mörkstrupig myrtörnskata som den ofta ses tillsammans med saknar hane askgrå myrtörnskata svart på strupen och honan är värmare färgad. Lätena skiljer likså.

## Utbredning och systematik
Askgrå myrtörnskata delas in i fem underarter med följande utbredning:
- Thamnomanes caesius caesius – kustnära östra Brasilien (från Pernambuco Rio de Janeiro och inåt landet till Minas Gerais)
- Thamnomanes caesius glaucus – östra Colombia till Guyana, nordöstra Peru och Brasilien norr om Amazonfloden
- Thamnomanes caesius persimilis – centrala Brasilien söder om Amazonfloden och nordostligaste Bolivia
- Thamnomanes caesius simillimus – södra och centrala Amazonområdet i (Brasilien) längs mitten av Rio Purus
- Thamnomanes caesius hoffmannsi – öst-centrala Brasilien söder om Amazonfloden (från Rio Tapajós till norra Maranhão och nordöstra Mato Grosso)

## Levnadssätt
Askgrå myrtörnskata hittas i undervegetation i regnskog. Där är den en vanlig och social fågel nästan aldrig ses ensam. Den intar ofta ledarrollen i kringvandrande artblandade flockar. Fågeln sitter synligt i skogens lägre skikt varifrån den gör utfall för att fånga insekter som andra fåglar i flocken skrämt upp. Sittande har den en något hukande hållning och tenderar att delvis breda ut stjärten.

## Status och hot
Arten har ett stort utbredningsområde, men tros minska i antal, dock inte tillräckligt kraftigt för att den ska betraktas som hotad. Internationella naturvårdsunionen IUCN listar arten som livskraftig (LC).